# Audra Mae
Audra Mae (ur. 20 lutego 1984 w Oklahoma City) – amerykańska wokalistka i autorka tekstów. Najstarsza z sześciorga rodzeństwa, wychowywała się w Oklahoma City. Jej cioteczną babką była Judy Garland. Od 4 roku życia występowała w teatrze muzycznym. Skończywszy 18 lat, opuściła dom, by rozpocząć własną karierę muzyczną. W 2004, po roku studiów, postanowiła przerwać naukę i przenieść się do Los Angeles, gdzie zajęła się pisaniem piosenek i śpiewaniem.
Dwa lata po przyjeździe do L.A. Audra podpisała umowę z Warner Chappell Publishing. Zaowocowało to w 2008 roku nagraniem do serialu telewizyjnego Synowie Anarchii coveru „Forever Young” Boba Dylana.
W 2009 roku podpisała kontrakt z niezależną kalifornijską wytwórnią płytową SideOneDummy Records. W tym samym roku wydała minialbum Haunt (jedynie w wersji cyfrowej), a także napisała dla Susan Boyle piosenkę „Who I Was Born to Be” – jedyny oryginalny utwór na debiutanckiej płycie Susan Boyle „I Dreamed a Dream”.
18 maja 2010 roku Audra wydała swój debiutancki album The Happiest Lamb.
14 lutego 2012 roku ukazała się druga płyta artystki pt. Audra Mae and The Almighty Sound. Pod nazwą The Almighty Sound kryją się przyjaciele Audry Mae: basista Joe Ginsberg, gitarzysta Jarrad Kritzstein, pianista Frank Pedano i perkusista Kiel Feher, z którymi występowała od początku 2011 roku na żywo w L.A. Współproducentką albumu jest Deana Carter, amerykańska wokalistka muzyki country.
W 2013 roku Audra Mae wystąpiła gościnnie na płycie szwedzkiego DJ-a Avicii pt. True, śpiewając trzy piosenki: „Addicted to You”, „Shame On Me” i „Long Road To Hell”. Utwór „Addicted to You” w kwietniu 2014 roku został wydany jako singel, zyskując dużą popularność m.in. w Polsce.
Napisała trzy piosenki, które wykonane zostały później przez Christinę Aguilerę: „The Real Thing”, „Shotgun” i „Fall in Line”.